# Rodwayella myricae
Rodwayella myricae är en svampart som beskrevs av Spooner 1986. Rodwayella myricae ingår i släktet Rodwayella och familjen Hyaloscyphaceae.   Inga underarter finns listade i Catalogue of Life.